# Bart Starr Award
Der Bart Starr Award oder Athletes in Action Award wird jährlich an einen American-Football-Spieler der NFL vergeben. Der Preis erinnert an Bart Starr, einem ehemaligen Spieler der Green Bay Packers und Mitglied in der Pro Football Hall of Fame.

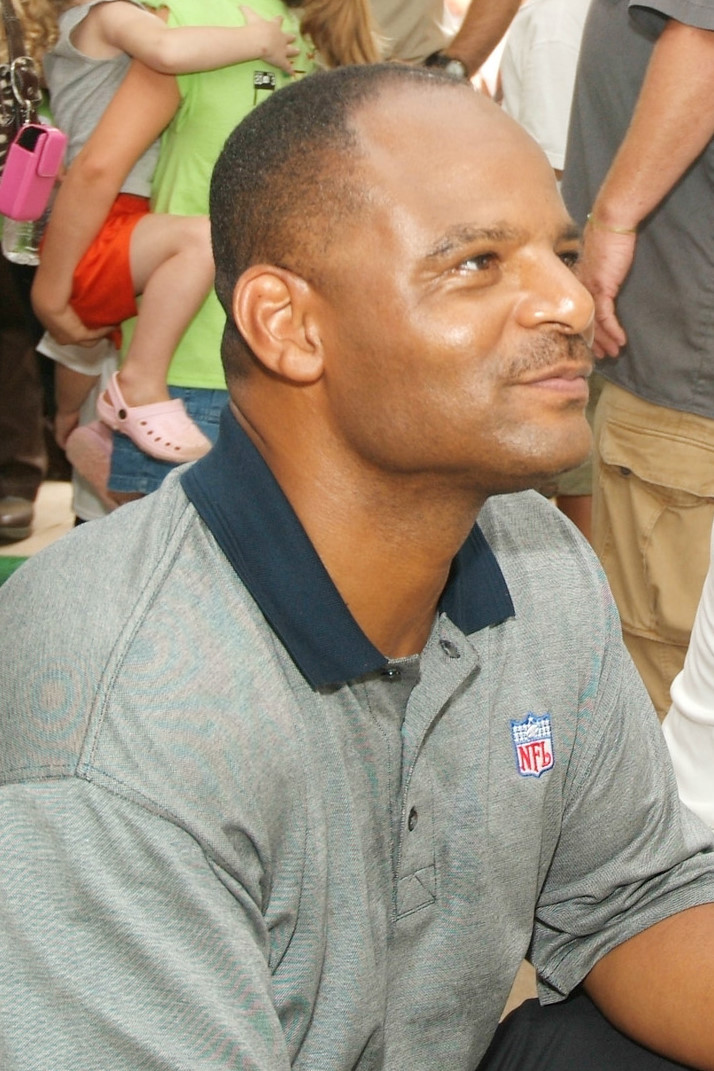
Warren Moon

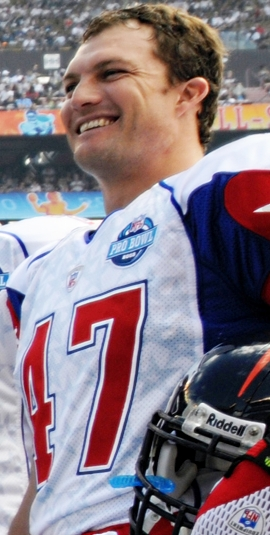
John Lynch

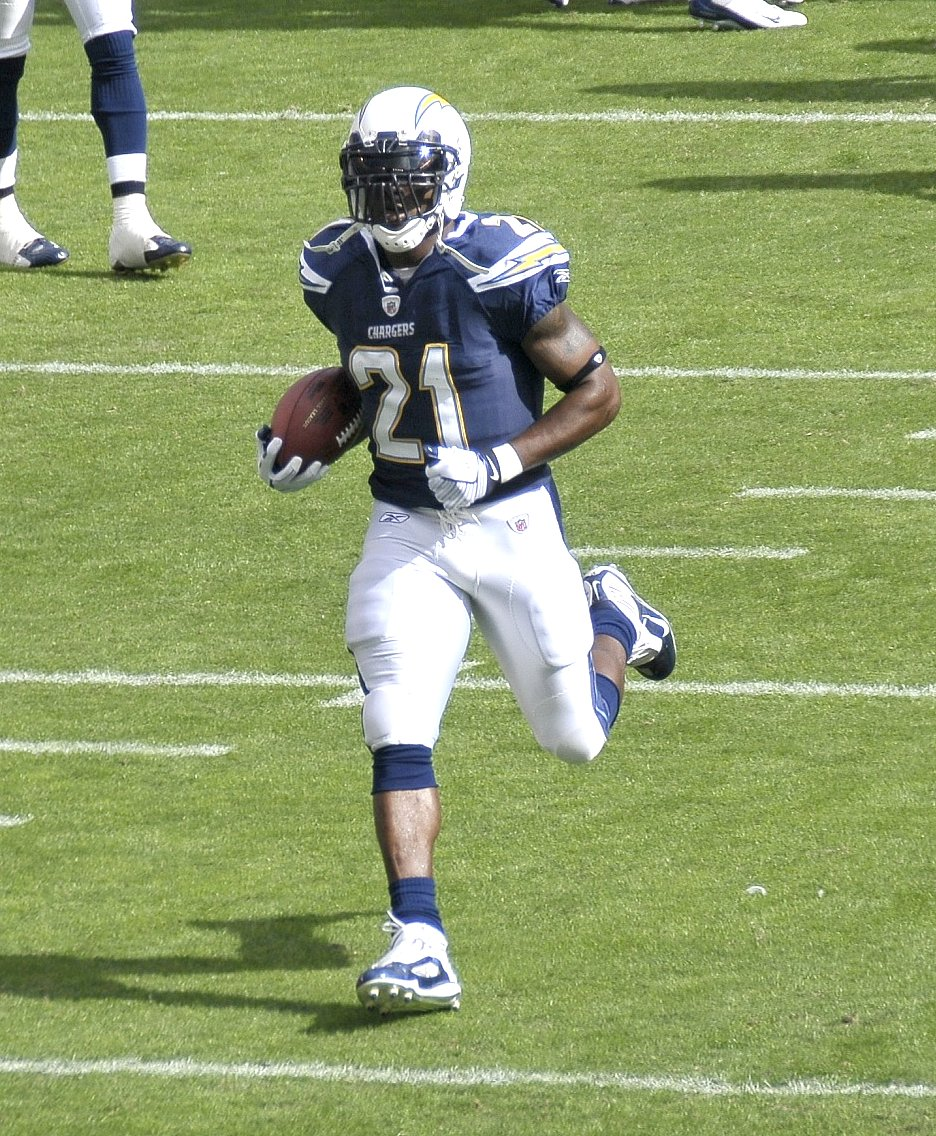
LaDainian Tomlinson

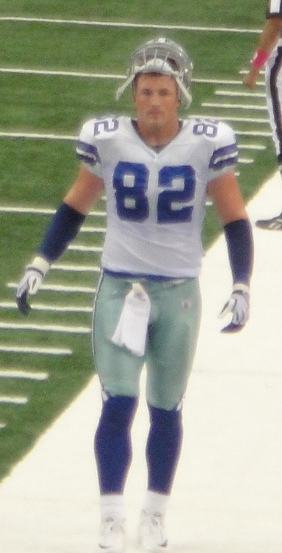
Jason Witten

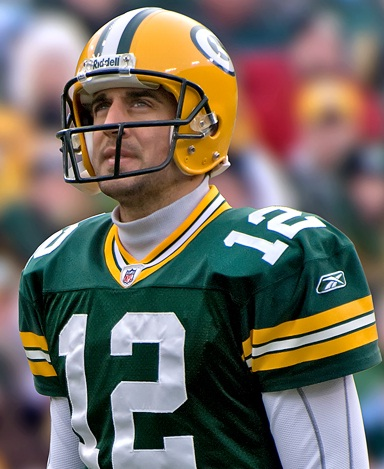
Aaron Rodgers

## Wahlrecht
Gewählt wird der Spieler, der im vorausgegangenen Spieljahr durch seinen außergewöhnlichen Charakter aufgefallen ist. Er muss sich als Führungsspieler herausgestellt haben, aber auch als Familienvater ein Vorbild sein. Hinzu kommt, dass sich der Spieler innerhalb seines sozialen Umfelds und seiner Gemeinde besonders aktiv hervorgetan haben muss.
Wahlvorschläge können alle Pressesprecher der einzelnen NFL-Teams, ehemalige Gewinner, die christliche Organisation Athletes in Action und Bart Starr selbst machen. Die Wahl findet zur gleichen Zeit, wie die Wahl zum Pro Bowl statt. Der Gewinner wird bei einer Zusammenkunft anlässlich des Super Bowls geehrt.

## Gewinner
| Jahr | Spieler                  | Position                | Team                                    |
| ---- | ------------------------ | ----------------------- | --------------------------------------- |
| 1989 | Steve Largent            | Wide Receiver           | Seattle Seahawks                        |
| 1990 | Anthony Muñoz            | Offensive Tackle        | Cincinnati Bengals                      |
| 1991 | Mike Singletary          | Linebacker              | Chicago Bears                           |
| 1992 | Reggie White             | Defensive End           | Philadelphia Eagles                     |
| 1993 | Gill Byrd                | Cornerback              | San Diego Chargers                      |
| 1994 | Warren Moon              | Quarterback             | Houston Oilers                          |
| 1995 | Cris Carter              | Wide Receiver           | Minnesota Vikings                       |
| 1996 | Jackie Slater            | Offensive Tackle        | St. Louis Rams                          |
| 1997 | Darrell Green            | Cornerback              | Washington Redskins                     |
| 1998 | Irving Fryar Brent Jones | Wide Receiver Tight End | Philadelphia Eagles San Francisco 49ers |
| 1999 | Eugene Robinson+         | Safety                  | Atlanta Falcons                         |
| 2000 | Aeneas Williams          | Cornerback              | Arizona Cardinals                       |
| 2001 | Bruce Matthews           | Offensive Line          | Tennessee Titans                        |
| 2002 | Darren Woodson           | Safety                  | Dallas Cowboys                          |
| 2003 | Trent Dilfer             | Quarterback             | Seattle Seahawks                        |
| 2004 | Derrick Brooks           | Linebacker              | Tampa Bay Buccaneers                    |
| 2005 | Troy Vincent             | Cornerback              | Buffalo Bills                           |
| 2006 | Curtis Martin            | Runningback             | New York Jets                           |
| 2007 | John Lynch               | Safety                  | Denver Broncos                          |
| 2008 | LaDainian Tomlinson      | Runningback             | San Diego Chargers                      |
| 2009 | Warrick Dunn             | Runningback             | Tampa Bay Buccaneers                    |
| 2010 | Kurt Warner              | Quarterback             | Arizona Cardinals                       |
| 2011 | Drew Brees               | Quarterback             | New Orleans Saints                      |
| 2012 | London Fletcher          | Linebacker              | Washington Redskins                     |
| 2013 | Jason Witten             | Tight End               | Dallas Cowboys                          |
| 2014 | Aaron Rodgers            | Quarterback             | Green Bay Packers                       |
| 2015 | Peyton Manning           | Quarterback             | Denver Broncos                          |
| 2016 | Thomas Davis             | Linebacker              | Carolina Panthers                       |
| 2017 | Matthew Slater           | Wide Receiver           | New England Patriots                    |
| 2018 | Benjamin Watson          | Tight End               | Baltimore Ravens                        |
| 2019 | Calais Campbell          | Defensive End           | Jacksonville Jaguars                    |
| 2020 | Eli Manning              | Quarterback             | New York Giants                         |
| 2021 | Demario Davis            | Linebacker              | New Orleans Saints                      |
| 2022 | Russell Wilson           | Quarterback             | Seattle Seahawks                        |
| 2023 | Kirk Cousins             | Quarterback             | Minnesota Vikings                       |
| 2024 | Minkah Fitzpatrick       | Safety                  | Pittsburgh Steelers                     |

+ Eugene Robinson gewann 1999 den Preis. Er musste ihn allerdings zurückgeben, da er, am Tag der Preisverleihung, eine verdeckt als Prostituierte eingesetzte Polizeibeamtin zu sexuellen Handlungen aufgefordert hatte.